# مقاطعة يونتا (وايومنغ)
مقاطعة يونتا (بالإنجليزية: Uinta County)‏ هي إحدى مقاطعات ولاية وايومنغ في الولايات المتحدة الأمريكية.